# Киров (сторожевой корабль)
«Ки́ров» (ПСК-2, до передачи СССР — PS-8) — пограничный сторожевой корабль (ПСКР с 1957 года) типа «Киров» итальянской постройки. С 1935 года в Морской пограничной охране НКВД СССР. В строю с февраля 1935 года. Исключен из состава морских частей пограничных войск КГБ СССР в 1959 году.

## Предыстория
Положение с охраной морской границы на Дальнем Востоке в 1920-е годы было сложным. Огромная протяженность морских границ и отсутствие быстроходных пограничных сторожевых кораблей привели к тому, что браконьерские промысловые суда Японии и США добывали пушнину, ловили рыбу и крабов в наших водах безнаказанно. На островах и побережье они создавали иностранные обменные пункты, закупочные базы и метеостанции. СССР имел от этого многомиллионные убытки, и, как только появилась возможность, было решено усилить флот в дальневосточных водах. В мае 1929 года Политбюро ЦК ВКП(б) решило построить для дальневосточной морской пограничной охраны 24 больших, средних и малых судна (3, 8 и 13 соответственно).
Для ускорения заказ на два пограничных корабля (вместе с «Дзержинским») был выдан итальянской верфи фирмы «Ансальдо» в Генуе. По договору итальянцы должны были построить два корабля и самостоятельно перегнать их на Дальний Восток для приёмки советскими экипажами. Корабли сдавали без вооружения, которое устанавливали самостоятельно после прибытия кораблей в СССР.

## Некоторые характеристики
Водоизмещение: 811 т нормальное и 900 т полное без вооружения; в 1945 году полное с вооружением 1161 т.
Длина: 80 м (общая); 78,1 м (по ватерлинии).
Ширина: 8,3 м.
Осадка: 2,8 м (без вооружения и боекомплекта); в 1945 году с вооружением 3,75 м.
Энергетическая установка: 3 дизельных двигателя «Фиат».
Мощность: 1500 л. с. проектная при 360 оборотах минуту, 1800 л. с. на испытаниях.
Скорость хода: 21,5—22 узла на испытаниях без вооружения; 20,5 узлов в эксплуатации. В 1945 году: 18,5 узлов в течение 2 часов; 17,5 узлов в течение 130 часов; 16,5 узлов в течение 510 часов.
Запас дизельного топлива: 75 т нормальный; 140 т полный.
Расход топлива: 1013 кг в час на полном ходу, 236 — на экономическом ходу.
Дальность плавания: 2370 миль на 18,5 узлах, 5975 миль на 16,5 узлах.
Артиллерия:
- 3 × 102-мм пушки;
- 4 × 45-мм полуавтоматических универсальных пушки 21-К.

Боекомплект артиллерийского вооружения:
- 102-мм унитарных выстрелов:
  - 450 — полный (150 на орудие: по 9 в кранцах [ящиках] первых выстрелов у первого и второго орудий, 12 — у третьего [от носа]),
  - 742 — максимальный (по вместимости погребов);
- 1680 × 45-мм унитарных выстрелов (1500 в погребах и по 45 в кранцах первых выстрелов у орудий).

Дальномеры: 2-метровый на ходовом мостике и 3-метровый на платформе за фок-мачтой.
Зенитные пулемёты: 2 × 12,7-мм зенитных пулемёта ДШК (боекомплект — 6000 патронов 12,7 × 108 мм).
Противолодочное вооружение:
- шумопеленгатор «Марс-16»;
- 2 бомбомёта БМБ-1 — 10 больших глубинных бомб ББ-1 на тележках;
- 6 бортовых бомбосбрасывателей — 35 малых глубинных бомб БМ-1 (12 на палубе и 23 в погребе).

Минное вооружение: 30 мин образца 1908 года или 24 образца 1926 года.

## История
«PS-8» (будущий «Киров») спущен на воду 19 августа 1934 года. В ноябре 1934 года совершил переход на Дальний Восток с итальянским экипажем, вооруженным легким стрелковым оружием. Штатное советское вооружение установлено после прибытия в СССР. С февраля 1935 года зачислен во владивостокский отряд Морпогранохраны НКВД СССР, а вскоре в 60-й камчатский морской пограничный отряд НКВД.
В марте 1935 года присвоено имя «Киров». Не один раз участвовал в задержании иностранных (главным образом японских) промысловых судов, занимающихся браконьерским промыслом в наших территориальных водах. Порой вступал в противостояние с японскими боевыми кораблями, прикрывавшими браконьерские суда, и до открытия огня иногда оставалось немного. В 1938 году оказывал помощь экипажу парохода «Туркмен» при бедствии того в проливе Лаперуза.
В августе 1945 года вместе с другими силами Морпогранохраны передан в оперативное подчинение Петропавловской военно-морской базы. В ходе Советско-японской войны участвовал в охранении и артиллерийской поддержке десанта на остров Шумшу, выполняя задачи контрбатарейной борьбы. 18 августа 1945 года при высадке десанта японская авиация предпринимала попытки атаковать корабли, но без особого успеха («Киров» получил незначительные повреждения от близких разрывов бомб, два члена экипажа были ранены). Двумя залпами «Кирову» удалось зажечь бывший советский танкер «Мариуполь», с 1943 года сидящий на мели у острова Шумшу, и подавить артиллерийскую батарею, которую оборудовали на нём японцы (18 августа было израсходовано 251 × 102-мм снарядов). 20 августа при движении во Второй Курильский пролив обстрелян японской артиллерией — повреждено рулевое управление.
14 сентября 1945 года за успешное выполнение боевых заданий во время Советско-японской войны награждён орденом Красного Знамени. В 1960 году переклассифицирован в плавучую казарму ПКЗ-89.